# Utthitapáršvakónásana

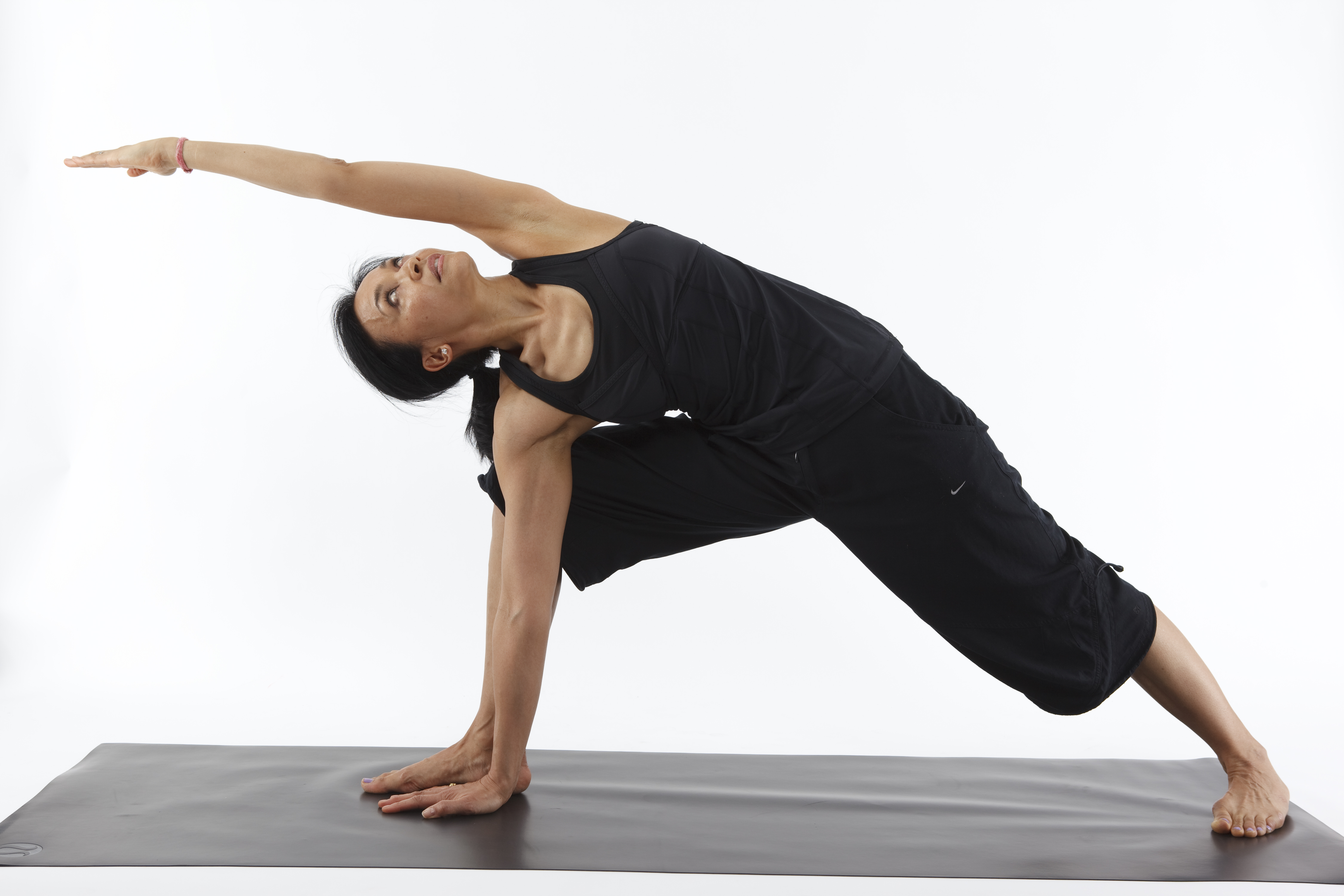
Utthitapáršvakónásana (poloviční trojúhelník)

Utthitapáršvakónásana  (त्रिकोणासन) neboli Poloviční trojúhelník je jednou z ásan. 

## Etymologie
Název pochází ze sanskrtského slova utthia rozšířený,  trikona (त्रिकोणासन) trojúhelník a asana (आसन) posed/pozice.

## Popis
- unožíme pravou nohou 120-130 cm, vzpažit, dlaně jsou spojené, lokty uzamčené u uší,
- vytočit chodidla tak, že přední, např. pravé je ve směru těla a zadní (levé) je oporou, tj.  v úhlu 45°-60°, pánev je rovnoběžně s přední hranou podložky,  osa středu těla  kolmo do podložky a prochází přes stydkou kost a pupek
- s nádechem pokrčit pravé koleno,  čistý úklon k pravému chodidlu, lze užít kostičku
- dlaň položit před nebo za chodidlo podle dostupnosti rotace v trupu, koleno nad patou, stehno vodorovně s podložkou
- otevřít trup nahoru ke stropu a do jedné roviny s unožením nohou
- s nádechem zpevnit stehna, břicho a vytáhnout se zpět do stoje, vytočit opačně chodidla, pokrčit druhé koleno a provést poloviční trojúhelník na druhou stranu.